# Kanton Tence
Der Kanton Tence war bis 2015 ein französischer Wahlkreis im Arrondissement Yssingeaux, im Département Haute-Loire und in der Region Auvergne; sein Hauptort war Tence. Sein Vertreterin im Conseil Régional für die Jahre 2011 bis 2015 war Jacqueline Decultis (EELV).

## Gemeinden
Der Kanton umfasste die Wahlberechtigten aus sechs Gemeinden:
| Gemeinde              | Einwohner Jahr | Fläche km² | Bevölkerungsdichte | Code INSEE | Postleitzahl |
| --------------------- | -------------- | ---------- | ------------------ | ---------- | ------------ |
| Le Chambon-sur-Lignon | 2570 (2013)    | 41,71      | 62 Einw./km²       | 43051      | 43400        |
| Chenereilles          | 319 (2013)     | 14,42      | 22 Einw./km²       | 43069      | 43190        |
| Le Mas-de-Tence       | 185 (2013)     | 12,83      | 14 Einw./km²       | 43129      | 43190        |
| Mazet-Saint-Voy       | 1140 (2013)    | 45,02      | 25 Einw./km²       | 43130      | 43590        |
| Saint-Jeures          | 951 (2013)     | 34,14      | 28 Einw./km²       | 43199      | 43200        |
| Tence                 | 3149 (2013)    | 52,12      | 98 Einw./km²       | 43244      | 43190        |

## Bevölkerungsentwicklung
| 1962 | 1968 | 1975 | 1982 | 1990 | 1999 | 2006 | 2014 |
| ---- | ---- | ---- | ---- | ---- | ---- | ---- | ---- |
| 9651 | 8899 | 8277 | 7783 | 7852 | 7734 | 8279 | 8351 |